# Monte Castello di Vibio
Monte Castello di Vibio település Olaszországban, Umbria régióban, Perugia megyében. Lakosainak száma 1429 fő (2023. január 1.). Monte Castello di Vibio San Venanzo, Todi és Fratta Todina községekkel határos.

## Népesség
A település lakossága az elmúlt években az alábbi módon változott:
| Lakosok száma | 1575 | 1531 | 1429 |
|               | 2015 | 2018 | 2023 |